# Wagner Lago
Wagner Santos Lago (Ilhéus, 1º gennaio 1978) è un ex calciatore brasiliano, di ruolo attaccante.

## Biografia
Anche suo fratello Ricardo Santos Lago è un calciatore professionista; a partire dalla stagione 2012-2013 i due fratelli sono anche compagni di squadra nel Široki Brijeg.

## Carriera
Dopo gli inizi in patria, dal 2003 al 2005 ha giocato con i bosniaci del HŠK Posušje.
Nel 2005 è stato tesserato dal Široki Brijeg, una delle squadre più importanti del campionato bosniaco, con cui nell'arco di nove stagioni consecutive ha vinto per uno Campionato della Bosnia e tre volte la Coppa nazionale bosniaca ed ha giocato in più occasioni nei turni preliminari delle coppe europee; in particolare, nella stagione 2006-2007 (la sua prima nella squadra) ha giocato 3 partite nei preliminari di Champions League; l'anno seguente ha invece giocato una partita in Coppa UEFA, competizione in cui ha disputato ulteriori 4 partite nella stagione 2008-2009; dopo altre 4 presenze nella stagione 2009-2010, nella stagione 2010-2011 ha segnato i suoi primi 2 gol in carriera nelle coppe europee. Ha preso parte ai preliminari di Europa League anche nelle successive quattro stagioni (arrivando pertanto ad otto partecipazioni consecutive fra Coppa UEFA e UEFA Europa League), terminate con un bilancio personale complessivo di 11 partite e 3 gol, grazie ai quali è arrivato a complessive 26 presenze e 5 reti nei turi preliminari delle competizioni continentali europee.
Nel 2014 è stato capocannoniere del campionato bosniaco. Lascia il club nel 2018, dopo complessivi 134 gol in 384 presenze (tra cui 6 reti in 29 partite nelle competizioni UEFA per club), per trasferirsi in Croazia all'Imotski, club della terza divisione del Paese balcanico, in cui gioca per 2 stagioni per poi ritirarsi.

## Palmarès

### Club

#### Competizioni nazionali
- Campionato bosniaco: 1

Široki Brijeg: 2005-2006
- Coppa della Bosnia ed Erzegovina: 3

Široki Brijeg: 2006-2007, 2012-2013, 2016-2017

### Individuale
- Capocannoniere della Coppa di Bosnia: 1

2012-2013 (6 reti)
- Capocannoniere Premijer Liga: 1

2013-2014 (18 reti)